# Darstellungstheorie endlicher Gruppen
Die Darstellungstheorie endlicher Gruppen ist ein Teilgebiet der Mathematik, in dem man untersucht, wie Gruppen auf gegebenen Strukturen operieren.
Man betrachtet vor allem die Operationen von Gruppen auf Vektorräumen (lineare Darstellungen). Allerdings werden auch die Operationen von Gruppen auf anderen Gruppen oder auf Mengen (Permutationsdarstellung) betrachtet.
In diesem Artikel werden bis auf gekennzeichnete Ausnahmen nur endliche Gruppen betrachtet. Wir beschränken uns außerdem bei den Darstellungsräumen auf Vektorräume über Grundkörpern der Charakteristik {\displaystyle 0.}
Die Theorie der algebraisch abgeschlossenen Körper der Charakteristik {\displaystyle 0} ist abgeschlossen, d. h., wenn eine Theorie für einen algebraisch abgeschlossenen Körper der Charakteristik {\displaystyle 0} gilt, so gilt sie auch für alle anderen. Damit können wir im Folgenden ohne Einschränkung Vektorräume über {\displaystyle \mathbb {C} } betrachten.
Die Darstellungstheorie findet in vielen Bereichen der Mathematik sowie in der Quantenchemie und der Physik Anwendung.
Man verwendet die Darstellungstheorie unter anderem in der Algebra, um die Struktur von Gruppen zu untersuchen, in der harmonischen Analyse und in der Zahlentheorie.
Beispielsweise wird im modernen Ansatz zum besseren Verständnis automorpher Formen die Darstellungstheorie verwendet.
Weite Teile der Darstellungstheorie endlicher Gruppen lassen sich zur Darstellungstheorie kompakter Gruppen verallgemeinern.

## Geschichte
Charaktere endlicher abelscher Gruppen sind ein seit dem 18. Jahrhundert in der Zahlentheorie verwendetes Hilfsmittel, aber erst Frobenius dehnte dieses Konzept 1896 auf nichtabelsche Gruppen aus. Die Theorie der Charaktere der symmetrischen und der alternierenden Gruppen wurde um 1900 von Frobenius und Young ausgearbeitet.
Burnside und Schur formulierten Frobenius’ Charaktertheorie auf Basis von Matrix-Darstellungen anstelle von Charakteren. Burnside bewies, dass jede endlichdimensionale Darstellung einer endlichen Gruppe ein Skalarprodukt invariant lässt und erhielt damit einen einfacheren Beweis der (bereits bekannten) Zerlegbarkeit in irreduzible Darstellungen. Schur bewies das nach ihm benannte Lemma und die Orthogonalitätsrelationen.
Erst Emmy Noether gab die heute übliche Definition von Darstellungen mittels linearer Abbildungen eines Vektorraumes.
Schur beobachtete 1924, dass man mittels invarianter Integration die Darstellungstheorie endlicher Gruppen auf kompakte Gruppen ausdehnen kann, die Darstellungstheorie kompakter zusammenhängender Lie-Gruppen wurde dann von Weyl entwickelt.

## Definitionen

### Lineare Darstellungen
Sei {\displaystyle V} ein {\displaystyle K}-Vektorraum und {\displaystyle G} eine Gruppe. Eine Darstellung von {\displaystyle G} ist ein Gruppenhomomorphismus {\displaystyle \rho \colon G\to {\text{GL}}(V)={\text{Aut}}(V)} in die Automorphismengruppe von {\displaystyle V.} Man nennt {\displaystyle V} den Darstellungsraum von {\displaystyle G.}
Wir schreiben {\displaystyle (\rho ,V_{\rho })} für die Darstellung {\displaystyle \rho \colon G\to {\text{GL}}(V_{\rho })} von {\displaystyle G} oder auch nur {\displaystyle (\rho ,V),} falls klar ist, zu welcher Darstellung der Raum {\displaystyle V} gehören soll.
Dieser Artikel beschränkt sich, bis auf das letzte Kapitel, auf den Fall {\displaystyle {\text{dim}}(V)<\infty .} Da man sich in den meisten Fällen nur für eine endliche Anzahl an Vektoren aus {\displaystyle V} interessiert, kann man sich auf eine Teildarstellung beschränken, deren Darstellungsraum endliche Dimension hat.
Der Grad einer Darstellung ist die Dimension {\displaystyle {\text{dim}}(V)=n} des Darstellungsraumes {\displaystyle V.}
In diesem Artikel werden ausschließlich Darstellungen auf komplexen Vektorräumen betrachtet, also für {\displaystyle K=\mathbb {C} .} Spezielle Klassen solcher Darstellungen sind reelle Darstellungen und quaternionische Darstellungen.
Beispiele von Darstellungen endlicher Gruppen sind die Permutationsdarstellungen, insbesondere die links- und die rechts-reguläre Darstellung.

### Abbildungen zwischen Darstellungen
Eine Abbildung zwischen zwei Darstellungen {\displaystyle (\rho ,V_{\rho }),\,(\pi ,V_{\pi })} derselben Gruppe {\displaystyle G} ist eine {\displaystyle G}-lineare Abbildung {\displaystyle T\colon V_{\rho }\to V_{\pi }.}
Zwei Darstellungen {\displaystyle (\rho ,V_{\rho }),(\pi ,V_{\pi })} heißen äquivalent oder isomorph, falls es einen {\displaystyle G}-linearen Vektorraumisomorphismus zwischen den Darstellungsräumen gibt – d. h., falls es eine bijektive lineare Abbildung {\displaystyle T\colon V_{\rho }\to V_{\pi }} gibt, sodass {\displaystyle T\circ \rho (s)=\pi (s)\circ T} für alle {\displaystyle s\in G.}
Sei {\displaystyle \rho \colon G\to {\text{GL}}(V)} eine lineare Darstellung von {\displaystyle G.} Falls {\displaystyle W} ein {\displaystyle G}-invarianter Unterraum von {\displaystyle V} ist, d. h., {\displaystyle \rho (s)w\in W} für alle {\displaystyle s\in G,w\in W,} ist die Einschränkung {\displaystyle \rho (s)|_{W}} ein Isomorphismus auf {\displaystyle W.} Da sich Restriktion und Gruppenhomomorphismus vertragen, liefert diese Konstruktion eine Darstellung von {\displaystyle G} auf {\displaystyle W.} Diese heißt Teildarstellung oder Unterdarstellung von {\displaystyle V.}

### Darstellungsring, Moduln und die Faltungsalgebra
Sei {\displaystyle G} eine Gruppe endlicher Ordnung und {\displaystyle K} ein kommutativer Ring. Mit {\displaystyle K[G]} bezeichnen wir die Gruppenalgebra von {\displaystyle G} über {\displaystyle K.} Diese Algebra ist frei und hat eine Basis, indiziert mit den Gruppenelementen. Meistens wird die Basis mit {\displaystyle G} identifiziert. Es lässt sich dann jedes Element {\displaystyle f\in K[G]} schreiben als {\displaystyle \textstyle f=\sum _{s\in G}a_{s}s} mit eindeutigen {\displaystyle a_{s}\in K.} Die Multiplikation in {\displaystyle K[G]} setzt die in {\displaystyle G} distributiv fort.
Der Darstellungsring von {\displaystyle G} wird definiert als die abelsche Gruppe
{\displaystyle R(G)=\{\sum _{j=1}^{m}a_{j}\tau _{j}\mid a_{j}\in \mathbb {Z} ,\tau _{j}{\mbox{ irreduzible Darstellungen von }}G{\mbox{ bis auf Isomorphie}}\},}
die mit dem Tensorprodukt als Multiplikation zum Ring wird. Die Elemente von {\displaystyle R(G)} heißen virtuelle Darstellungen.
Sei nun {\displaystyle V} ein {\displaystyle K}-Modul und sei {\displaystyle \rho \colon G\to {\text{GL}}(V)} eine lineare Darstellung von {\displaystyle G} in {\displaystyle V.} Für Elemente {\displaystyle s\in G} und {\displaystyle v\in V} definiere {\displaystyle sv=\rho (s)v.} Durch lineare Fortsetzung liefert dies auf {\displaystyle V} die Struktur eines Links-{\displaystyle K[G]}-Moduls. Umgekehrt lässt sich aus einem Links-{\displaystyle K[G]}-Modul {\displaystyle V} eine lineare Darstellung von {\displaystyle G} in {\displaystyle V} herleiten. Daher können die beiden Begriffe austauschbar verwendet werden.

Mit {\displaystyle K=\mathbb {C} } gilt, dass der Links-{\displaystyle \mathbb {C} [G]}-Modul, der durch {\displaystyle \mathbb {C} [G]} selbst gegeben ist, zur linksregulären Darstellung korrespondiert, ebenso korrespondiert {\displaystyle \mathbb {C} [G]} als der Rechts-{\displaystyle \mathbb {C} [G]}-Modul zur rechtsregulären Darstellung.
Für eine Gruppe {\displaystyle G} mit {\displaystyle g:={\text{ord}}(G)} wird die Menge {\displaystyle L^{1}(G):=\{f\colon G\to \mathbb {C} \}} mit der Addition und der skalaren Multiplikation ein {\displaystyle \mathbb {C} }-Vektorraum, isomorph zu {\displaystyle \textstyle \mathbb {C} ^{g}.} Mit der Faltung {\displaystyle \textstyle f*h(s)=\sum _{t\in G}f(t)h(t^{-1}s)} wird {\displaystyle \textstyle L^{1}(G)} dann zu einer Algebra, der Faltungsalgebra.

## Konstruktionen von Darstellungen
- Duale Darstellung
- Direkte Summe von Darstellungen
- Tensorprodukt von Darstellungen
- Symmetrisches Quadrat
- Alternierendes Quadrat

## Zerlegung von Darstellungen

### Grundbegriffe
Eine Darstellung {\displaystyle \rho \colon G\to {\text{GL}}(V)} heißt irreduzibel oder einfach, falls es keinen echten {\displaystyle G}-invarianten Untervektorraum gibt. Die irreduziblen Darstellungen entsprechen in der Sprache der Gruppenalgebra den einfachen {\displaystyle \mathbb {C} [G]}-Moduln.

Man kann zeigen, dass die Anzahl an irreduziblen Darstellungen einer endlichen Gruppe {\displaystyle G} (bzw. die Anzahl von einfachen {\displaystyle \mathbb {C} [G]}-Moduln) gleich ist der Anzahl an Konjugationsklassen von {\displaystyle G.}
Falls eine Darstellung als direkte Summe irreduzibler Darstellungen geschrieben werden kann, heißt sie halbeinfach oder vollständig reduzibel. Dies ist eine analoge Definition dazu, dass eine Algebra, die als direkte Summe einfacher Unteralgebren geschrieben werden kann, halbeinfach genannt wird.
Eine Darstellung heißt isotypisch, falls sie eine direkte Summe von isomorphen irreduziblen Darstellungen ist. Sei {\displaystyle (\rho ,V_{\rho })} eine beliebige Darstellung der Gruppe {\displaystyle G.} Sei {\displaystyle \tau } eine irreduzible Darstellung von {\displaystyle G,} so ist der {\displaystyle \tau }-Isotyp {\displaystyle V_{\rho }(\tau )} von {\displaystyle G} definiert als die Summe aller irreduziblen Unterdarstellungen von {\displaystyle V,} die zu {\displaystyle \tau } isomorph sind.

### Unitarisierbarkeit
Über {\displaystyle \mathbb {C} } können wir jeden Vektorraum mit einem Skalarprodukt ausstatten. Eine Darstellung {\displaystyle \rho } einer Gruppe {\displaystyle G} in einen Vektorraum mit Skalarprodukt heißt unitär, falls {\displaystyle \rho (s)} unitär ist für jedes {\displaystyle s\in G} (d. h. insbesondere, jedes {\displaystyle \rho (s)} ist diagonalisierbar).

Eine Darstellung ist genau dann unitär bezüglich eines gegebenen Skalarproduktes, wenn das Skalarprodukt unter der durch die Darstellung induzierten Operation von {\displaystyle G} invariant ist.

Für Darstellungen endlicher Gruppen kann man ein gegebenes Skalarprodukt {\displaystyle (\cdot |\cdot )} stets durch ein invariantes ersetzen, in dem man {\displaystyle (v|u)} ersetzt durch {\displaystyle \textstyle \sum _{t\in G}(\rho (t)v|\rho (t)u).} So können wir ohne Einschränkung annehmen, dass alle im Weiteren betrachteten Darstellungen unitär sind.

### Halbeinfachheit
Um Darstellungen leichter verstehen zu können, möchte man den Darstellungsraum in die direkte Summe von einfacheren Teildarstellungen zerlegen.
Für Darstellungen endlicher Gruppen über einem Körper der Charakteristik {\displaystyle 0} erhält man die folgenden Resultate.
- Sei {\displaystyle \rho \colon G\to {\text{GL}}(V)} eine lineare Darstellung, und sei {\displaystyle W} ein {\displaystyle G}-invarianter Unterraum von {\displaystyle V.} Dann existiert das Komplement {\displaystyle \textstyle W^{0}} von {\displaystyle W} in {\displaystyle V} und {\displaystyle \textstyle W^{0}} ist ebenfalls {\displaystyle G}-invariant.

Eine Teildarstellung und ihr Komplement legen die Darstellung eindeutig fest.
- Jede lineare Darstellung kompakter Gruppen ist eine direkte Summe irreduzibler Darstellungen.

In der Formulierung der {\displaystyle K[G]}-Moduln bedeutet dies: Ist {\displaystyle {\text{char}}(K)=0,} so ist die Gruppenalgebra {\displaystyle K[G]} halbeinfach, d. h., sie ist die direkte Summe einfacher Algebren.

Diese Zerlegung ist nicht eindeutig. Allerdings hängt die Anzahl der auftretenden Teildarstellungen, die zu einer gegebenen irreduziblen Darstellung isomorph sind, nicht von der gewählten Zerlegung ab.

### Die kanonische Zerlegung
Um eine eindeutige Zerlegung zu bekommen, fasst man alle zueinander isomorphen irreduziblen Teildarstellungen zusammen.
Man zerlegt den Darstellungsraum also in die direkte Summe seiner Isotypen.
Diese Zerlegung ist eindeutig. Sie heißt die kanonische Zerlegung.

Sei {\displaystyle (\tau _{j})_{j\in I}} die Familie aller irreduziblen Darstellungen einer Gruppe {\displaystyle G} bis auf Isomorphie. Sei {\displaystyle g={\text{ord}}(G).}
Sei {\displaystyle V} eine Darstellung von {\displaystyle G} und {\displaystyle \{V(\tau _{j})\mid j\in I\}} die Menge der Isotypen von {\displaystyle V.} Die Projektion {\displaystyle p_{j}\colon V\to V(\tau _{j})} zur kanonischen Zerlegung ist gegeben durch
{\displaystyle p_{j}={\frac {n_{j}}{g}}\sum _{t\in G}{\overline {\chi _{\tau _{j}}(t)}}\rho (t),}
wobei {\displaystyle n_{j}={\text{dim}}(\tau _{j})} und {\displaystyle \chi _{\tau _{j}}} der zu {\displaystyle \tau _{j}} gehörige Charakter ist.
Im Folgenden sehen wir, wie man den Isotyp zur trivialen Darstellung bestimmen kann:
Projektionsformel:
Für jede Darstellung {\displaystyle (\rho ,V)} einer Gruppe {\displaystyle G} mit {\displaystyle g={\text{ord}}(G)} definiere {\displaystyle V^{G}:=\{v\in V\mid \forall s\in G\colon \rho (s)v=v\}.} Die Abbildung {\displaystyle P} ist eine Projektion von {\displaystyle V} nach {\displaystyle V^{G}.}

Im Allgemeinen ist {\displaystyle \rho (s)\colon V\to V} nicht {\displaystyle G}-linear.
Setze {\displaystyle \textstyle P:={\frac {1}{g}}\sum _{s\in G}\rho (s)\in {\text{End}}(V).}
Dann ist {\displaystyle P} eine {\displaystyle G}-lineare Abbildung, da {\displaystyle \textstyle \sum _{s\in G}\rho (s)=\sum _{s\in G}\rho (tst^{-1})} für alle {\displaystyle t\in G.}
Die Anzahl, wie oft die triviale Darstellung in {\displaystyle V} auftritt, ist gegeben durch die Spur {\displaystyle Tr(P)} von {\displaystyle P.} Dies folgt, da eine Projektion nur die Eigenwerte {\displaystyle 0} und {\displaystyle 1} haben kann und der Eigenraum zum Eigenwert {\displaystyle 1} das Bild der Projektion ist. Da die Spur die Summe der Eigenwerte ist, erhält man
{\displaystyle {\text{dim}}(V(1))={\text{dim}}(V^{G})=Tr(P)={\frac {1}{g}}\sum _{s\in G}\chi _{V}(s),}
wobei {\displaystyle V(1)} den Isotyp zur trivialen Darstellung bezeichnet und {\displaystyle g={\text{ord}}(G).}

Sei {\displaystyle V_{\pi }} eine nichttriviale irreduzible Darstellung von {\displaystyle G,} dann ist der Isotyp zur trivialen Darstellung von {\displaystyle \pi } der Nullraum. D. h., es gilt
{\displaystyle P={\frac {1}{g}}\sum _{s\in G}\pi (s)=0.}
Sei {\displaystyle e_{1},\dotsc ,e_{n}} eine Orthonormalbasis von {\displaystyle V_{\pi }.} Dann gilt:
{\displaystyle \sum _{s\in G}{\text{Tr}}(\pi (s))=\sum _{s\in G}\sum _{j=1}^{n}\langle \pi (s)e_{j},e_{j}\rangle =\sum _{j=1}^{n}\langle \sum _{s\in G}\pi (s)e_{j},e_{j}\rangle =0.}
Damit gilt also für eine nichttriviale irreduzible Darstellung {\displaystyle V\colon }
{\displaystyle \sum _{s\in G}\chi _{V}(s)=0.}
Dass obige Sätze zur Zerlegung für unendliche Gruppen nicht mehr unbedingt gelten, soll hier an einem Beispiel illustriert werden:
Sei {\displaystyle \textstyle G=\{A\in {\text{GL}}_{2}(\mathbb {C} )\mid A{\text{ ist obere Dreiecksmatrix}}\}.} Dann ist {\displaystyle G} mit der Matrixmultiplikation eine Gruppe unendlicher Mächtigkeit. Die Gruppe {\displaystyle G} operiert auf {\displaystyle \mathbb {C} ^{2}} durch Matrix-Vektor-Multiplikation. Wir betrachten die Darstellung {\displaystyle \rho (A)=A} für alle {\displaystyle A\in G.} Der Unterraum {\displaystyle \mathbb {C} e_{1}} ist ein {\displaystyle G}-invarianter Unterraum.

Zu diesem Unterraum existiert nun aber kein {\displaystyle G}-invariantes Komplement. Die Annahme, dass ein solches Komplement existiere, führt zum Widerspruchsresultat, dass jede Matrix über {\displaystyle \mathbb {C} } diagonalisierbar wäre.

D. h., wenn wir unendliche Gruppen betrachten, kann der Fall eintreten, dass eine Darstellung nicht irreduzibel ist, aber trotzdem nicht in die direkte Summe irreduzibler Teildarstellungen zerfällt.

## Lemma von Schur
Seien {\displaystyle \rho _{1}\colon G\to {\text{GL}}(V_{\rho _{1}})} und {\displaystyle \rho _{2}\colon G\to {\text{GL}}(V_{\rho _{2}})} zwei irreduzible lineare Darstellungen. Sei {\displaystyle F\colon V_{\rho _{1}}\to V_{\rho _{2}}} eine lineare Abbildung, sodass {\displaystyle \rho _{2}(s)\circ F=F\circ \rho _{1}(s)} für alle {\displaystyle s\in G.} Dann gilt:
- Falls {\displaystyle \rho _{1}} und {\displaystyle \rho _{2}} nicht isomorph sind, ist {\displaystyle F=0.}
- Falls {\displaystyle V_{\rho _{1}}=V_{\rho _{2}}} und {\displaystyle \rho _{1}=\rho _{2},} so ist {\displaystyle F} eine Homothetie (d. h., {\displaystyle F=\lambda {\text{Id}}} für ein {\displaystyle \lambda \in \mathbb {C} }).

## Charaktertheorie
Ein wesentliches Hilfsmittel in der Darstellungstheorie endlicher Gruppen ist die Charaktertheorie.
Sei {\displaystyle \rho \colon G\to {\text{GL}}(V)} eine lineare Darstellung der endlichen Gruppe {\displaystyle G} in den Vektorraum {\displaystyle V.} Definiere die Abbildung {\displaystyle \chi _{\rho }} durch {\displaystyle \chi _{\rho }(s)={\text{Tr}}(\rho (s)),} wobei {\displaystyle {\text{Tr}}(\rho (s))} die Spur der linearen Abbildung {\displaystyle \rho (s)} bezeichnet. Die dadurch erhaltene komplexwertige Funktion {\displaystyle \chi _{\rho }} heißt Charakter der Darstellung {\displaystyle \rho .}

Manchmal wird der Charakter einer Darstellung {\displaystyle \rho } auch definiert als {\displaystyle \chi (s)={\text{dim}}(\rho ){\text{Tr}}(\rho (s)),} wobei {\displaystyle {\text{dim}}(\rho )} den Grad der Darstellung bezeichnet. In diesem Artikel wird diese Definition allerdings nicht verwendet.

Anhand der Definition erkennt man sofort, dass isomorphe Darstellungen denselben Charakter haben.
Auf der Menge aller Charaktere einer endlichen Gruppe {\displaystyle G} kann man ein Skalarprodukt definieren:
{\displaystyle (f|h)_{G}:={\frac {1}{|G|}}\sum _{t\in G}f(t){\overline {h(t)}}.}
Für zwei {\displaystyle \mathbb {C} [G]}-Moduln {\displaystyle V_{1},V_{2}} definieren wir {\displaystyle \langle V_{1},V_{2}\rangle _{G}:={\text{dim}}({\text{Hom}}^{G}(V_{1},V_{2})),} wobei {\displaystyle {\text{Hom}}^{G}(V_{1},V_{2})} der Vektorraum aller {\displaystyle G}-linearen Abbildungen {\displaystyle V_{1}\to V_{2}} ist. Diese Form ist bilinear bezüglich der direkten Summe.

### Orthogonalitätsrelationen
Dieses Skalarprodukt ermöglicht es, wichtige Resultate in Bezug auf die Zerlegung und Irreduzibilität von Darstellungen zu erhalten.
Satz: Sind {\displaystyle \chi ,\chi '} die Charaktere zweier nichtisomorpher irreduzibler Darstellungen {\displaystyle V,V',} so gilt:
- {\displaystyle (\chi |\chi ')=0}
- {\displaystyle (\chi |\chi )=1,} d. h., {\displaystyle \chi } hat „Norm“ {\displaystyle 1.}

Korollar: Seien {\displaystyle \chi _{1},\chi _{2}} die Charaktere von {\displaystyle V_{1},V_{2}} dann gilt: {\displaystyle \langle \chi _{1},\chi _{2}\rangle _{G}=(\chi _{1}|\chi _{2})_{G}=\langle V_{1},V_{2}\rangle _{G}.}
Satz: Sei {\displaystyle V} eine lineare Darstellung von {\displaystyle G} mit Charakter {\displaystyle \xi .} Es gelte {\displaystyle V=W_{1}\oplus \cdots \oplus W_{k},} wobei die {\displaystyle W_{j}} irreduzibel sind. Sei nun {\displaystyle (\tau ,W)} eine irreduzible Darstellung von {\displaystyle G} mit Charakter {\displaystyle \chi .} Dann gilt:

Die Anzahl an Teildarstellungen {\displaystyle W_{j},} die zu {\displaystyle W} äquivalent sind, hängt nicht von der gegebenen Zerlegung ab und entspricht dem Skalarprodukt {\displaystyle (\xi |\chi ).}

D. h., der {\displaystyle \tau }-Isotyp {\displaystyle V(\tau )} von {\displaystyle V} ist unabhängig von der Wahl der Zerlegung und es gilt
{\displaystyle (\xi |\chi )={\frac {{\text{dim}}(V(\tau ))}{{\text{dim}}(\tau )}}=\langle V,W\rangle }
und damit
{\displaystyle {\text{dim}}(V(\tau ))={\text{dim}}(\tau )(\xi |\chi ).}
Korollar: Zwei Darstellungen mit dem gleichen Charakter sind isomorph. D. h., jede Darstellung ist durch ihren Charakter festgelegt.
Irreduzibilitätskriterium: Sei {\displaystyle \chi } der Charakter einer Darstellung {\displaystyle V,} dann ist {\displaystyle (\chi |\chi )\in \mathbb {N} _{0}} und es gilt {\displaystyle (\chi |\chi )=1} genau dann, wenn {\displaystyle V} irreduzibel ist.
Die Charaktere irreduzibler Darstellungen von {\displaystyle G} bilden also bezüglich dieses Skalarproduktes ein Orthonormalsystem auf {\displaystyle \mathbb {C} _{\text{class}}(G).} Äquivalent zur Orthonormaleigenschaft gilt:
Die Anzahl aller irreduziblen Darstellungen einer Gruppe {\displaystyle G} bis auf Isomorphie ist gleich der Anzahl aller Konjugationsklassen von {\displaystyle G.}
Korollar: Sei {\displaystyle V} ein Vektorraum mit {\displaystyle {\text{dim}}(V)=n.} Jede irreduzible Darstellung {\displaystyle V} von {\displaystyle G} ist {\displaystyle n}-mal in der regulären Darstellung enthalten. D. h., für die reguläre Darstellung {\displaystyle R} von {\displaystyle G} gilt: {\displaystyle \textstyle R\cong \oplus (W_{j})^{\oplus {\text{dim}}(W_{j})},} wobei {\displaystyle \{W_{j}|j\in I\}} die Menge aller irreduziblen Darstellungen von {\displaystyle G} beschreibt, die paarweise nicht isomorph zueinander sind.

In Worten der Gruppenalgebra erhalten wir {\displaystyle \mathbb {C} [G]\cong \oplus _{j}{\text{End}}(W_{j})} als Algebren.
Zu den weiteren Anwendungen dieser Theorie gehören die Fourier-Inversionsformel und die Plancherel-Formel.

## Induzierte Darstellungen
Mit Hilfe der Einschränkung kann man aus einer Darstellung einer Gruppe eine Darstellung einer Untergruppe erhalten:
Sei {\displaystyle H} eine Untergruppe der Gruppe {\displaystyle G.} Für eine Darstellung {\displaystyle \rho } von {\displaystyle G} ist {\displaystyle {\text{Res}}_{H}(\rho )} die Einschränkung von {\displaystyle \rho } auf die Untergruppe {\displaystyle H.}
Die Frage, die sich nun stellt, ist die nach dem umgekehrten Prozess. Kann man aus einer gegebenen Darstellung einer Untergruppe eine Darstellung der ganzen Gruppe erhalten?
Man stellt fest, dass die im Folgenden definierte induzierte Darstellung genau das Gesuchte liefert. Allerdings ist diese Konstruktion nicht invers, sondern adjungiert zur Einschränkung.
Definition:
Sei {\displaystyle \rho \colon G\to {\text{GL}}(V_{\rho })} eine lineare Darstellung von {\displaystyle G.} Sei {\displaystyle H} eine Untergruppe und {\displaystyle \rho |_{H}} die Einschränkung. Sei {\displaystyle W} eine Teildarstellung von {\displaystyle \rho _{H}.} Schreibe {\displaystyle \theta \colon H\to {\text{GL}}(W)} für diese Darstellung. Sei {\displaystyle s\in G,} der Vektorraum {\displaystyle \rho (s)(W)} hängt nur von der Linksnebenklasse {\displaystyle sH} von {\displaystyle s} ab. Sei {\displaystyle R} ein Vertretersystem von {\displaystyle G/H,} dann ist {\displaystyle \textstyle \sum _{r\in R}\rho (r)(W)} eine Teildarstellung von {\displaystyle V_{\rho }.}
Eine Darstellung {\displaystyle \rho } von {\displaystyle G} in {\displaystyle V_{\rho }} heißt induziert durch die Darstellung {\displaystyle \theta } von {\displaystyle H} in {\displaystyle W,} falls {\displaystyle \textstyle V_{\rho }=\bigoplus _{r\in R}W_{r}.} Dabei ist {\displaystyle R} ein Vertretersystem von {\displaystyle G/H} wie oben und {\displaystyle W_{r}=\rho (s)(W)} für jedes {\displaystyle s\in rH.} Wir schreiben {\displaystyle {\text{Ind}}_{H}^{G}(\theta )} für die von der Darstellung {\displaystyle \theta } von {\displaystyle H} induzierte Darstellung von {\displaystyle G.}
Die induzierte Darstellung existiert und ist eindeutig bestimmt.
Eine wichtige Beziehung in der Darstellungstheorie endlicher Gruppen ist die Frobeniusreziprozität.
Sie sagt uns einerseits, dass die Abbildungen {\displaystyle {\text{Res}}} und {\displaystyle {\text{Ind}}} adjungiert zueinander sind. Betrachten wir andererseits mit {\displaystyle W} eine irreduzible Darstellung von {\displaystyle H} und sei {\displaystyle V} eine irreduzible Darstellung von {\displaystyle G,} dann erhalten wir mit der Frobeniusreziprozität außerdem, dass {\displaystyle W} so oft in {\displaystyle {\text{Res}}(V)} enthalten ist wie {\displaystyle {\text{Ind}}(W)} in {\displaystyle V.}
Mit dem Kriterium von Mackey kann die Irreduzibilität von induzierten Darstellungen überprüft werden.

## Wichtige Sätze
- Satz von Maschke: Zerlegbarkeit in irreduzible Darstellungen
- Orthogonalitätsrelationen: Orthonormalität irreduzibler Charaktere
- Frobeniusreziprozität
- Satz von Artin: Zerlegbarkeit als rationale Linearkombination von Charakteren zyklischer Gruppen
- Satz von Brauer: Zerlegbarkeit als ganzzahlige Linearkombination von Charakteren elementarer Gruppen